# Sphenostemonaceae
Sphenostemonaceae é o nome botânico de uma família de plantas dicotiledóneas. É composta por 10 espécies no género Sphenostemon.
São plantas de porte arbóreo ou arbustivo, de folhas persistentes, das regiões tropicais. São originárias da Malásia, Austrália e da Nova Caledónia.
A classificação filogenéticasitua a divergência desta família ao nível das euasterídeas II.